# هانس إردمان
هانس إردمان (بالألمانية: Hans Erdmann)‏ هو ملحن ألماني، ولد في 7 نوفمبر 1882 في فروتسواف في بولندا، وتوفي في 21 نوفمبر 1942 في برلين في ألمانيا.

## وصلات خارجية
- هانس إردمان على موقع IMDb (الإنجليزية)
- هانس إردمان على موقع ألو سيني (الفرنسية)
- هانس إردمان على موقع ميوزك برينز (الإنجليزية)
- هانس إردمان على موقع أول موفي (الإنجليزية)
- هانس إردمان على موقع قاعدة بيانات الأفلام السويدية (السويدية)
- هانس إردمان على موقع ديسكوغز (الإنجليزية)
- هانس إردمان على موقع قاعدة بيانات الفيلم (الإنجليزية)